# Aeroportul Zonguldak
Aeroportul Zonguldak (IATA: ONQ, ICAO: LTAS) este un aeroport din Çaycuma⁠(d), Provincia Zonguldak, Turcia ce deservește zona Karadeniz Ereğli. Aeroportul a fost tranzitat în 2022 de 110.874 de pasageri. A fost deschis în 2007.
Situat la o altitudine de 13 m, aeroportul dispune de 1 pistă.

## Infrastructură

### Piste
Aeroportul dispune de o singură pistă. Pista 18/36 are suprafața de asfalt și dimensiunile 2.130 m × 30 m. 